# Zamopsyche haywardi
Zamopsyche haywardi is een vlinder uit de familie van de zakjesdragers (Psychidae). De wetenschappelijke naam van deze soort is voor het eerst voorgesteld door Paul Emil Köhler in een publicatie uit 1939. De plaatsing van dit taxon in Zamopsyche is waarschijnlijk onjuist.
De soort komt voor in Argentinië.